# Syncephalis sphaerica
Syncephalis sphaerica är en svampart som beskrevs av Tiegh. 1875. Syncephalis sphaerica ingår i släktet Syncephalis och familjen Piptocephalidaceae.   Inga underarter finns listade i Catalogue of Life.